# 田原萌々
田原 萌々（たはら もも、1998年9月5日 - ）は、テレビ朝日のアナウンサー。

## 来歴
神奈川県横浜市出身。聖ドミニコ学園高等学校、聖心女子大学文学部心理学科卒業。
大学時代の2017年にスターダストプロモーションが主催する男性キャスターユニット「イケキャス.」の女子アナインターンシップ生に合格した。
また「ABEMA NEWSチャンネル」やBS朝日ニュースに学生キャスターとして出演していた。
2021年4月1日にテレビ朝日入社。学生時代からABEMA NEWSで経験値を積んでいたことから入社翌日となる同年4月2日より『Abema Prime』進行アシスタントを任される。その後、同年10月4日から平日夕方の報道ワイド番組『スーパーJチャンネル』のサブキャスターに抜擢されたほか、同月13日からは『くりぃむクイズ ミラクル9』の4代目進行役に起用された（前任の渡辺瑠海が同月から平日夜の報道番組『報道ステーション』にレギュラー出演するようになったため）。

## 人物
大学1年生の時から華道に親しみ、広山流いけばな「教授」の資格を取得する。テレビ朝日・内定者課題として取り組んだ動画制作課題ではオオグソクムシの素揚げを食べた。

## 担当番組
報道番組
| 期間       | 期間      | 番組名                      | 役職                                          | 備考                                                                 |
| ---------- | --------- | --------------------------- | --------------------------------------------- | -------------------------------------------------------------------- |
| 2021年4月  | 2021年9月 | 大下容子ワイド!スクランブル | 木曜日取材・中継キャスター                    | 同局入社初日から出演、第1・2部にいずれも担当                         |
| 2021年4月  | 2021年9月 | ABEMA NEWS・ABEMA Prime     | 月・火・金曜日コーナー・取材担当              | 同局入社直後から出演、いずれの曜日も隔週担当                         |
| 2021年10月 | 2022年6月 | スーパーJチャンネル         | 月 - 木曜日および隔週金曜日スタジオキャスター | 月 - 木曜日は毎週出演                                                |
| 2022年7月  | 現在      | スーパーJチャンネル         | スタジオキャスター兼フィールドキャスター      | いずれも月・火・木曜日および隔週金曜日担当、月・火・木曜日は毎週出演 |
| 2022年7月  | 2024年9月 | サンデーステーション        | スポーツ担当                                  |                                                                      |

バラエティ番組
- くりぃむクイズ ミラクル9 進行アシスタント（2021年10月13日 - [7]）